# Алексеевка (Кыштовский район)
Алексеевка — деревня в Кыштовском районе Новосибирской области. Входит в состав Новомайзасского сельсовета.

## География
Площадь деревни — 50 гектаров.

## Население
| 2002 | 2007 | 2010 |
| ---- | ---- | ---- |
| 4    | ↘0   | →0   |

## Инфраструктура
В деревне по данным на 2007 год отсутствует социальная инфраструктура.